# Theo Kelly
Theo Kelly (* 17. Januar 1896 in Liverpool, Lancashire; † 30. April 1964) war ein englischer Fußballtrainer. 1939 wurde er zum Trainer des FC Everton ernannt. Er war der erste Vollzeit-Trainer im Verein; bis dahin war das Traineramt meist von Vorstandsmitgliedern nebenbei übernommen worden. 1948 wurde Kelly von Cliff Britton abgelöst.